# Speciální čarodějnický díl XXVII
Speciální čarodějnický díl XXVII (v anglickém originále Treehouse of Horror XXVII) je 4. díl 28. řady (celkem 600.) amerického animovaného seriálu Simpsonovi. Scénář napsal Joel H. Cohen a díl režíroval Steven Dean Moore. V USA měl premiéru dne 16. října 2016 na stanici Fox Broadcasting Company a v Česku byl poprvé vysílán 1. dubna 2017 na stanici Prima Cool.

## Děj
Díl je rozdělen na tři části: Suchonosná past (Dry Hard), Kámošky až za hrob: Odpočívej v pokoji (BFF R.I.P.) a Zlatý Vočko (MoeFinger).
Epizoda začíná tím, že Simpsonovi v kostýmech navštíví během halloweenské noci prodejnu vánočních stromků. Uvnitř je přepadne Děsivá čtyřka sestávající z Leváka Boba, leprikóna, ducha Franka Grimese a Kanga. Žijící členy zabije Maggie Simpsonová a duch Franka Grimese zuří. Poté se zobrazí scény z každého předchozího dílu a číslice 600. Následuje gag s názvem Planeta gaučů, jenž paroduje Planetu opic (který byl ve spolupráci s Googlem vydán v prodloužené verzi pro virtuální realitu). Rodina Simpsonových je v něm zajata na planetě obývané živými gauči, zachrání ji však jejich hnědý gauč.

### Suchonosná past
Odkaz na film Hunger Games. Příběh vypráví o tom, že ve Springfieldu nastane období sucha, a jediný, kdo má vodu, je miliardář Charles Montgomery Burns, který se rozhodne uspořádat hru na život a na smrt. Ten, kdo ji vyhraje, si může užít v jeho soukromé přehradě. Líza Simpsonová se do hry dostane po boku Houmiche (Homer Simpson). Nakonec se obyvatelé vzbouří a arénu, ve které se hry pořádají, prorazí. Poté prorazí i soukromou přehradu. Voda z přehrady ale odteče a opět je sucho. Poté se obyvatelé začnou radovat, protože začne pršet, což však způsobí povodeň. Nakonec voda zamrzne.

### Kámošky až za hrob: Odpočívej v pokoji
Líze Simpsonové zemřela nejlepší kamarádka velmi podivnou smrtí. Když se s ní chtějí kamarádit Sherri a Terri, spadne na ně náhrobní kámen. Líza později navštěvuje psycholožku, kterou má brát jako svou nejlepší kamarádku. Záhy na ni spadne obraz. V ten moment začne Lízu podezřívat policie. Když při prohlídce bytu narazí na lak na nehty se třpytkami, jenž byl nalezen na vražedných zbraních, začne to být podezřelé. Líza totiž lak nepoužívala od doby, co zmizela její imaginární kamarádka Rachel. S Lízou se už nikdo nechce kamarádit a jediný, kdo s ní chce sedět, je Milhouse Van Houten. Když si k němu Líza sedne, objeví se Rachel a Milhouse udusí. Policie Lízu zatkne a jediný, s kým si může povídat, je Rachel. Rachel však najednou zmizí. Lízu z vězení zachrání Bart Simpson a spolu ujedou domů na motorce, kterou Líza vymyslela. Poté zachrání Marge Simpsonovou a Líza nechá Rachel nadobro zmizet.

### Zlatý Vočko
Tato část je odkazem na film Goldfinger. Bart Simpson se dostane do sporu s šikanátory, které následně zabije Vočko Szyslak. Vočko ukáže Bartovi tajnou skrýš ve své hospodě, která je plná jeho agentů-alkoholiků. Následně se z Barta stane také jeden z jeho agentů, který má za úkol pomstít smrt svého otce. Když se konečně dostanou k zloduchovi, který pořádá akci se vstupem zdarma, zjistí, že jde o údajně zesnulého Homera, který přidal hostům do občerstvení drogy, čímž zavinil, že ho budou poslouchat a plnit jeho rozkazy. Bart ale všechny hosty i Homera zabije.
Díl končí písní „600“ v podání Judith Owenové. Během písně se zobrazují názvy zrušených pořadů stanice Fox a v té době připravovaný projekt The Orville.

## Přijetí
Epizoda byla hodnocena smíšeně. Dennis Perkins z The A.V. Clubu ji ohodnotil známkou B− a uvedl: „Zatímco každoroční Speciální čarodějnické díly mají tradičně slušné hodnocení a v průběhu desetiletí přinesly několik klasických scén, očekávání jsou nižší, pokud jde o vývoj postav, děj nebo celkovou soudržnost. Tradice Simpsonových o halloweenu spočívá v rychlých parodiích na horory a sci-fi, hromadě odkazů, bezdůvodném krveprolití a občasném skutečném kousku srdce. Podle této křivky 27. díl z velké části splňuje svůj účel.“.
Jesse Schedeen z IGN udělil dílu hodnocení 5,8 z 10: „Loňský Halloween je horor dokázal, že Simpsonovi stále umí přinést skvělou zábavu s halloweenskou tematikou. Bohužel, nejnovější Speciální čarodějnický díl má ke skvělému dílu daleko. Pouze jedna ze tří částí je obzvláště zapamatovatelná, a i ta je omezena sedmiminutovou strukturou. Nastal čas, aby tento dlouholetý seriál začal ve svých halloweenských epizodách více experimentovat.“.
Speciální čarodějnický díl XXVII dosáhl ratingu 3,0 s podílem 10 a sledovalo ho 7,44 milionu lidí, čímž se Simpsonovi stali nejsledovanějším pořadem stanice Fox toho večera.